# Francia nyelvtan

## Kiejtés
A francia nyelv betűinek kiejtése nagyrészt megegyezik a magyar betűkével, azonban sokszor nem egyes betűk, hanem betűkapcsolatok jelölnek egy hangot.
| Magyartól eltérő hangok kiejtése | Magyartól eltérő hangok kiejtése |
| -------------------------------- | --- |
| a                                | [a] (á) |
| ai, è, ê, ei                     | [ɛ] (e) |
| aim, ain, eim, ein, im, in       | (kivéve magánhangzó vagy n, m előtt) [ɛ̃] (orrhangú e)                                                                                  |
| am, an, em, en                   | (kivéve magánhangzó vagy n, m előtt) [ɑ̃] (orrhangú a)                                                                                  |
| au, eau, ô                       | [o] (ó) |
| c                                | (nem i, y, e előtt) [k] (k) |
| c                                | (i, y, e előtt) [s] (sz) |
| ç                                | [s] (sz) |
| ch                               | (francia szavakban általában) [ʃ] (s)                                                                                                  |
| ch                               | (görög és latin eredetű szavakban mindig, valamint francia szavakban mássalhangzók előtt gyakran) [k] (k)                              |
| e                                | (többszótagú szóban szó végén) néma |
| e                                | (magánhangzóra végződő szótagban) [ə] (ö) vagy néma Nem lehet néma, ha három vagy több mássalhangzó kerülne egymás mellé a kiejtésben! |
| e                                | (mássalhangzóra végződő szótagban) [ɛ] (e)                                                                                             |
| -es                              | (többszótagú szóban szó végén) néma |
| -es                              | (egyszótagú szóban szó végén) [e] (rövid é)                                                                                            |
| eu, œ, œu                        | (magánhangzóra végződő szótagban vagy z hang előtt) [ø] (ő)                                                                            |
| eu, œ, œu                        | (mássalhangzóra végződő szótagban) [œ] (ö nyitottabb szájjal)                                                                          |
| é                                | [e] (rövid é) |
| g                                | (nem i, y,e előtt) [ɡ] (g) |
| g                                | (i, y, e előtt) [ʒ] (zs) |
| gn                               | [ɲ] (ny) |
| gn                               | (számos görög és latin eredetű szóban) [ɡn] (gn)                                                                                       |
| gu                               | (magánhangzó előtt) [ɡ] (g) |
| h                                | néma |
| ien                              | (kivéve magánhangzó vagy n, m előtt) [jɛ̃] (j + orrhangú e)                                                                             |
| ille                             | (mássalhangzó után) [ij] (ij) |
| ille                             | (magánhangzó után) [j] (j) |
| j                                | [ʒ] (zs) |
| o                                | (magánhangzóra végződő szótagban vagy z hang előtt) [o] (ó)                                                                            |
| o                                | (mássalhangzóra végződő szótagban) [ɔ] (magyar a és o között)                                                                          |
| oi, oy                           | [wa] (uá) |
| oim, oin                         | (kivéve magánhangzó vagy n, m előtt) [wɛ̃] (u + orrhangú e)                                                                             |
| om, on                           | (kivéve magánhangzó vagy n, m előtt) [ɔ̃] (orrhangú nyílt o)                                                                            |
| ou                               | [u] (u) |
| ph                               | [f] (f) |
| qu                               | (általában) [k] (k) |
| qu                               | (néhány gyakran használt szóban) [kw] vagy [kɥ] kb. (ku)                                                                               |
| r                                | [ʁ] (torokban képzett, „raccsoló” r)                                                                                                   |
| s                                | [s] (sz) |
| s                                | (két magánhangzó között) [z] (z) |
| -tion                            | (általában) [sjɔ̃] (szj + orrhangú nyílt o)                                                                                             |
| -tion                            | (s után) [tjɔ̃] (tj + orrhangú nyílt o)                                                                                                 |
| u                                | [y] (ü) |
| um, un                           | (általában kivéve magánhangzó vagy n, m előtt) [œ̃] (orrhangú ö) délen, [ɛ̃] (orrhangú e) máshol                                         |
| um, un                           | (latin eredetű szavakban az -um végződésben) [ɔm] (om, nyílt o-val)                                                                    |

A kettőzött mássalhangzókat nem ejtjük hosszan, mint a magyarban: connaissance [kɔnɛˈsɑ̃s] ’ismeret’.
A szó végi mássalhangzó általában néma. Pontosabban:
- Majdnem mindig néma a szó végi d, p, t, s, x, z, valamint a szó végi r az er ([e] – magyar é, csak rövid kiejtésű) betűkapcsolatban. Kivétel néhány gyakran használt szó, amelyekben nem néma: bus [bys] ’busz’, huit [ɥit] ’nyolc’, gaz [ɡaz] ’gáz’, mer [mɛʁ] ’tenger’.
- Néha a szó végi b, c, g is lehet néma: blanc [blɑ̃] ’fehér’, long [lɔ̃] ’hosszú’, plomb [plɔ̃] ’ólom’.
- Más szó végi mássalhangzó csak nagyon ritkán néma: gentil [ʒɑ̃ˈti] ’kedves’, nerf [nɛʁ] ’ideg’, monsieur [məˈsjø] ’úr’.[2]

Akkor lehet még szó a szó végi mássalhangzó kiejtéséről, ha az azt követő szó magánhangzóval, vagy nem hehezetes h-val kezdődik. Ez a jelenség a hangkötés. A hehezetes h kiejtésében szintén néma, de nem engedi a hangkötést, illetve a hangkiesést (például: la Hongrie ’Magyarország’, le héros ’a hős’). A hangkötés során a s és az x [z]-nek, a d [t]-nek ejtendő.
Kötelező a hangkötés:
- személyes névmás és ige között;
- mindenfajta névelő és főnév között;
- elöl álló melléknév és főnév között;
- a legtöbb elöljárószó és az azt követő szó között.

Tilos a hangkötés például az et ’és’ kötőszó után!
A hangkiesés egy írásban jelölt hangtörvény, melynek során a magánhangzóval vagy nem hehezetes h-val kezdődő szó előtti, e-re vagy a-ra végződő névelőből, névmásból vagy kötőszóból az utolsó betű eltűnik, és ezt hiányjel (’) jelöli (például: j’attends ’várok’, qu’est-ce qu’il fait ? ’mit csinál?’).
A hangsúly mindig a mondatszakasz utolsó szótagjára esik, de gyengébb, mint a magyarban.

## Főnév

### A főnevek neme
A főnévre jellemző a nyelvtani nem, amely lehet hímnem vagy nőnem, de általában ez nem tűnik ki maga a főnév alakjából, hanem a vele egyeztetett szavakéból. Személyt jelölő főnévnek lehet egyazon alakja nemtől függetlenül, tehát csak a vele egyeztetett szó jelzi a személy nemét, pl.: un/une adversaire ’ellenfél’, un/une artiste ’művész’, un/une enfant ’gyerek’, le/la journaliste ’az újságíró’, un/une touriste ’a turista’ stb. Ezen utóbbiak esetén az általános fogalom kifejezéséhez a hímnemű névelőt használjuk, pl.: Je cherche un journaliste qui saurait quelque chose à ce sujet ’Keresek egy újságírót, aki tud erről valamit’.
Végződése alapján csak ritkán dönthető el egy főnévről, hogy milyen nemű. Bizonyos képzők (néhány kivételtől eltekintve) meghatározzák a főnév nemét, a kivételeket pedig főként az egy szótagból álló (ahol a végződés nem a képzőből származik), illetve az élőlényt jelölő főnevek között találhatjuk.
Hímnemű képzők:
- -ment (egyetlen kivétel: une jument ’kanca’);
- -age (hat kivétel: une page ’oldal’, une plage ’part, sáv’, une image ’kép’, une cage ’ketrec’, une nage ’úszás’, une rage ’harag, veszettség’);
- -isme (kivétel nélkül)

Nőnemű képzők:
- -tion (két kivétel: un bastion ’bástya’, un cation ’kation’);
- -sion (kivétel nélkül)

Bizonyos főnevek esetén a névelő jelentésmegkülönböztető szereppel bír, ezek közül a leggyakoribbak:
| Hímnemű     | Hímnemű          | Nőnemű       | Nőnemű                 |
| ----------- | ---------------- | ------------ | ---------------------- |
| un finale   | finálé           | une finale   | döntő (sporteseményen) |
| un livre    | könyv            | une livre    | font (súlymérték)      |
| un mi-temps | részmunkaidő     | une mi-temps | félidő                 |
| un moule    | minta, öntőforma | une moule    | kagyló                 |
| un platine  | platina          | une platine  | lemezjátszó            |
| un poêle    | kályha           | une poêle    | serpenyő               |
| un poste    | hely, poszt      | une poste    | posta                  |
| un solde    | egyenleg         | une sold'e   | zsold                  |
| un somme    | álom             | une somme    | összeg                 |
| un tour     | kör, túra        | une tour     | torony                 |
| un vase     | váza             | une vase     | iszap                  |

### Főnevek többes száma
A legtöbb főnév többes számba tehető. Ennek jele általában a főnévvégi -s betű, mely kiejtésben néma (kivétel ha hangkötéssel kapcsolódik az őt követő szóhoz, ekkor [z]-nek ejtjük).
A szabálytól való eltérések:
- Az egyes számban s, x vagy z betűre végződő szavak többes száma megegyezik az egyes szám alakjával.
- Általában az -al végű főnevek az -aux többes számú végződést kapják (néhány kivétel: un bal / des bals ’bál(ok)’, un carnaval / des carnavals ’karnevál(ok)’, un festival / des festivals ’fesztivál(ok)’).
- Az -eau-ra, az -au-ra és a legtöbb -eu-re végződő főnév -s helyett -x végződést kap.

Az angolhoz hasonlóan a páros testrészeket és a hozzájuk kapcsolódó ruhadarabokat többes számban használjuk, ha általánosságban beszélünk a fogalomról, pl.: Elle a de longues jambes ’Hosszú lábai vannak’ vagy Je lui ai acheté de nouvelles chaussures ’Vettem neki új cipőt’.

### Tulajdonnevek
A kettős keresztnevek esetén általában az első mutatja, hogy hím- vagy nőnemű illetőről van-e szó (pl. Jean-Marie – hímnemű, Marie-Françoise – nőnemű), de nem mindig. Van például Marie-Joseph, Marie-Charles stb. keresztnevű férfi is.
A városneveket általában nem használják névelővel, hacsak nincs jelzőjük (pl. le Paris de mes rêves ’az álmaim Párizsa’, le vieux Marseille ’a régi Marseille’), de bizonyos városnevek önmagukban is rendelkeznek névelővel (pl. Le Mans, Le Havre, La Rochelle, Le Caire ’Kairó’). Ezeket minden esetben ki kell tenni a városnév elé, a de és az à elöljárószavakkal a le pedig egybeolvad (pl. Ce train vient du Mans ’Ez a vonat Le Mans-ból jön’, Je vais au Caire ’Kairóba megyek’).
Az ország-, a kontinens- és a régióneveket névelővel használják (kivétel Israël ’Izrael’). A legtöbb ország neve (akárcsak az öt kontinensé) nőnemű, és e-re végződik (pl. la France ’Franciaország’, la Hongrie ’Magyarország’, l’Asie ’Ázsia’), de vannak hímnemű országnevek is, melyek között néhány -e-re végződik: le Danemark ’Dánia’, le Chili ’Chile’, le Japon ’Japán, le Portugal ’Portugália’, le Cambodge ’Kambodzsa’, le Zimbabwe ’Zimbabwe’, le Mexique ’Mexikó’. Az Amerikai Egyesült Államok és Hollandia francia nevét többes számú névelővel használjuk [les États-Unis (ejtsd [lezetazyni] – megközelítően „lézétázüni”) és les Pays-Bas (ejtsd [lepɛiba] „lépeibá”)].
A magyar ’-ba/-be’ és ’-ban/-ben’ ragok megfelelője a nőnemű ország- és régiónevekkel az en elöljáró, névelő nélkül: en Pologne ’Lengyelországba(n)’, en Transylvanie ’Erdélybe(n)’. Ugyanaz vonatkozik a magánhazóval kezdődő hímnemű országnevekre is: en Iran ’Iránba(n)’. Ebben a funkcióban a többi hímnemű és egyesszámú országnév az à elöljárót kapja, amely egybeolvad a le névelővel: au Japon ’Japánba(n)’. A többes számú országnevek elé is ugyanaz az elöljáró kerül, a les névelővel egybeolvadva: aux États-Unis ’az Egyesült Államokba(n)’.

## Melléknevek
A melléknevek általában a jelzett szó után állnak (kivételeket lásd lejjebb), és őket nemben és számban mindig egyeztetjük a jelzett szóval. Kivétel ez alól néhány archaizálódott forma, összetett szavakban, pl. une grand-mère ’nagymama’, ce n’est pas grand-chose ’(ez) nem nagy dolog/ügy’.

### Melléknevek nőnemű alakja
A nőnemű alak képzése általában a valamikor kiejtett, de a mai franciában néma -e toldalék hozzáadásával történik. A beszédben tulajdonképpen az -e előtt álló mássalhangzó (ha van ilyen) némáról kiejtetté válása, és esetleg más hangváltozások jelzik a nőnemet. A képzés különböző helyesírási változásokkal is járhat. Az alábbiakban bemutatjuk a gyakoribb képzési jelenségeket.
Amennyiben a melléknév hímnemű alakja e-re végződik, akkor a két nem alakja megegyezik (pl. sensible ’érzékeny’).
Az -e hozzáadása nem változtat a kiejtésen a következő esetekben:
- A melléknév hímnemű alakja más magánhangzóra végződik, mint e: poli → polie ’udvarias’;
- A melléknév hímnemű alakja -l-re végződik:
  - Írásban az l egyszerű marad az -al végződésben: original → originale ’eredeti’.
  - Írásban az l-t megkettőzik (de a kiejtésben nem lesz hosszú) az -el végződésben és a nul szóban: naturel → naturelle ’természetes’, nul → nulle ’semmis, értéktelen’.

Az -e hozzáadása kiejtetté teszi a hímnemű alak szó végi mássalhangzóját, más hangváltozás nélkül. Ez esetben:
- Olykor a mássalhangzó egyszerűen írandó: plat → plate ’lapos’.
- Máskor a mássalhangzót megkettőzik írásban: bas → basse ’alacsony’, muet → muette ’néma’.
- Egyes -et-re végződő melléknevek t-jét nem kettőzik meg, hanem az e accent grave-ot kap: complet → complète ’teljes’.
- Egyes esetekben a hímnemű melléknév szó végi mássalganzójának az írott alakja nem felel meg a nőnemű alakban kiejtett mássalganzóéval, de ez csupán helyesírási jelenség. Ide tartozik az összes -eux-re végződő melléknév (pl. dangereux → dangereuse ’veszélyes’), valamint a faux → fausse ’hamis’, doux → douce ’édes’ melléknevek.

Az -e hozzáadása kiejtetté teszi a hímnemű alak szó végi mássalhangzóját, és más hangváltozás is jelen van:
- A nazális magánhangzóra végződő melléknevek esetében a magánhangzó orális lesz, az írott n-t pedig [n]-nek ejtik, és a legtöbb esetben megduplázódik írásban: ancien → ancienne ’régi’, bon → bonne ’jó’.
- Az -er végződés esetén az r-t kiejtik, és az e zárt [e]-ről nyílt [ɛ]-re vált: premier → première ’első’.

Hangzásban rendhagyó esetek:
- Az -f végződés -ve-re vált (a kiejtésben [f] → [v]): actif → active ’aktív’;
- gentil → gentille (néma l → [j]-nek ejtett lle);
- sec → sèche [sɛk] → [sɛʃ] ([ʃ] – magyar írott s) ’száraz’;
- blanc → blanche (néma c → [ʃ]) ’fehér’;
- favori → favorite ’kedvenc’.

### Háromalakú melléknevek
Néhány gyakran használt melléknévnek két hímnemű alakja van. A magánhangzóra végződő alak akkor használatos, ha a melléknévhez nem kötődik szó, például ha névszói állítmányban vesz részt (il fait beau ’szép idő van’), vagy ha jelzőként mássalhangzóval kezdődő főnév előtt áll: un beau château ’szép kastély’. A mássalhangzóra végződő alak magánhangzóval kezdődő főnév elé kerül: un bel enfant ’szép (fiú)gyermek’.
A háromalakú melléknevek a következők:
| Hímnem egyes szám | Hímnem egyes szám | Nőnem egyes szám | Hímnem többes szám | Nőnem többes szám | Jelentés |
| ----------------- | ----------------- | ---------------- | ------------------ | ----------------- | -------- |
| beau              | bel               | belle            | beaux              | belles            | szép     |
| fou               | fol               | folle            | fous               | folles            | bolond   |
| mou               | mol               | molle            | mous               | molles            | puha     |
| nouveau           | nouvel            | nouvelle         | nouveaux           | nouvelles         | új       |
| vieux             | vieil             | vieille          | vieux              | vieilles          | öreg     |

### Melléknevek többes száma
Általános esetben a melléknevek többes számát – a főnevekéhez hasonlóan – az -s írott toldalék jellemzi. A beszédben ez néma, hacsak a melléknév nem áll jelzőként magánhangzóval kezdődő főnév előtt, mikoris [z]-nek hangzóan kötődik az utóbbihoz. Nőnemben minden esetben (kivétel nélkül) az -s érvényes, a hímneműek esetén a főneveknél látott általános szabályok pedig itt is érvényesek. A kivételek alóli kivételek közül a bleu ’kék’ többes számát érdemes megemlíteni, mely szabályos, azaz bleus.

### A melléknév helye
A melléknevek általában a főnév után állnak, kivéve pár gyakran használt és viszonylag rövid (legfeljebb kétszótagú) melléknevet (beau ’szép’, mauvais ’rossz’, grand ’nagy’, petit ’kicsi’, jeune ’fiatal’, joli ’szép(ecske)’, vrai ’igaz’, gros ’nagy (terjedelmű)’, gentil ’kedves’, haut ’magas’, long ’hosszú’, vieux ’öreg’, nouveau ’új’, nombreux ’számos’). Egyes melléknevek állhatnak a főnév előtt is, és utána is, azonban a két állásnak különböző értelme van.
| Elöl                            | Hátul                                          |
| ------------------------------- | ---------------------------------------------- |
| un homme brave ’bátor ember’    | un brave homme ’derék ember’                   |
| un homme pauvre ’szegény ember’ | un pauvre homme ’szerencsétlen ember’          |
| sa maison propre ’tiszta háza’  | sa propre maison ’saját háza’                  |
| un homme grand ’magas ember’    | un grand homme ’nagy ember’ (jelentős, ismert) |

### Speciális esetek
Kiemelő szerkezet esetén a kiemelt melléknév mindig a hímnemű és egyes számbeli alakját veszi fel, pl. C’est très gentil, cette invitation ’Nagyon kedves ez a meghívás’.
A több főnévre vonatkozó melléknevet mindig többes számba tesszük. Amennyiben a jelzett szavak között van(nak) hímnemű(ek), akkor a melléknév is hímnemű alakját veszi fel (a jelző elé közvetlenül egy hímnemű főnevet ajánlatos helyezni).

### Melléknév fokozása
A melléknevek mind felfelé, mind lefelé fokozhatóak.
Középfok:
- plus + melléknév: plus cher ’drágább’;
- moins + melléknév: moins cher ’kevésbé drága’ = ’olcsóbb’.

Felsőfok:
- határozott névelő (le, la vagy les) + plus + melléknév: le plus fort ’a legerősebb’;
- határozott névelő (le, la vagy les) + moins + melléknév: la moins gentille ’a legkevésbé kedves’.

A bon ’jó’ melléknév fokozása részben rendhagyó. Középfok: meilleur(e)(s) ’jobb(ak)’, felsőfok: le/la/les meilleur(e)(s) ’a legjobb(ak)’, de moins bon(ne)(s) ’kevésbé jó(k)’ és le/la/les moins bon(ne)(s).
A mauvais ’rossz’ fokozására a szabályos alakok is, és a rendhagyó pire ’rosszabb’, le/la/les pire(s) ’a legrosszabb(ak)’ alakok is használhatóak.
A melléknevek fokozása a plus vagy moins elé helyezett bien vagy beaucoup szavakkal tovább fokozható, pl. C'est bien/beaucoup plus intéressant ’Ez sokkal érdekesebb’.

## Névelők
A főneveket általában valamilyen névelő előzi meg. A francia ebből ötfélét ismer: határozott, határozatlan, anyag-, mutató és birtokos névelőt. Ezek közül csak egyet kell kitenni a főnév elé. Azonban névelő nélkül állnak az állítmányként szereplő foglalkozásnevek, ha az alany főnév vagy személyes névmás, és a foglalkozásnévnek nincs jelzője: Paul/Il est journaliste ’Paul/Ő újságíró’. Ha ebben a szerkezetben a foglalkozásnévnek van jelzője, akkor kötelezően határozott vagy határozatlan névelőt is kap: Il est un excellent professeur ’Ő remek tanár’, Jean est le professeur de mon fils ’Jean a fiam tanára’. A névelő kötelező a foglalkozásnév előtt akkor is, ha az alany a ce mutató névmás, akár van, akár nincs jelzője a foglalkozásnévnek: C’est un professeur ’Ez (az ember) tanár’, C’est le professeur ’A tanár (az)’ (válasz olyan kérdésre, mint például Qui l’a dit ? ’Ki mondta?’), C’est un excellent professeur ’Ez (az ember) kitűnő tanár’, C’est le professeur de mon fils ’Ez (az ember) a fiam tanára’.
A névelők összefoglaló táblázata:
| Névelő fajtája      | Egyes szám | Egyes szám   | Többes szám |
| Névelő fajtája      | Hímnem     | Nőnem        | Többes szám |
| ------------------- | ---------- | ------------ | ----------- |
| Határozott névelő   | le, l’     | la, l’       | les         |
| Határozatlan névelő | un         | une          | des         |
| Anyagnévelő         | du, de l’  | de la, de l’ | nincs       |
| Mutató névelő       | ce, cet    | cette        | ces         |
| Birtokos névelő     | mon        | ma           | mes         |
| Birtokos névelő     | ton        | ta           | tes         |
| Birtokos névelő     | son        | sa           | ses         |
| Birtokos névelő     | notre      | notre        | nos         |
| Birtokos névelő     | votre      | votre        | vos         |
| Birtokos névelő     | leur       | leur         | leurs       |

### A határozott névelő
A határozott névelőnek három alakja létezik, hímnem egyes számban a le (e hozzávetőlegesen a magyar ö-ként hangzik), nőnem egyes számban a la (ejtsd „lá” rövid á-val), többes számban mindkét nemben a les (ejtsd „lé” rövid é-vel) alak használatos. Magánhangzóval vagy nem hehezetes h-val kezdődő főnév esetén az egyes számú határozott névelőből az e vagy az a kiesik, és az l hiányjellel kapcsolódik a főnévhez, pl. l’école ’az iskola’, l’homme ’az ember, a férfi’. Ez alól kivételt képeznek: le oui ’az igen’, la ouate ’a vatta’, le un ’az egyes’, le onze ’a tizenegyes’, le onzième ’a tizenegyedik’.
Amennyiben a határozott névelő előtt közvetlenül à vagy de elöljáró szerepel, akkor a következő összevonási szabályok érvényesek:
| à + le → au   | de + le → du   |
| à + les → aux | de + les → des |

Példák: Je veux aller au match ’El akarok menni a meccsre’, Pierre va aux États-Unis ’Pierre az Egyesült Államokba megy’, Je viens du théâtre ’A színházból jövök’, Marie est rentrée des Pays-Bas ’Marie visszajött Hollandiából’.
Tagadásban a határozott névelő változatlan formában marad, pl. Je ne trouve pas le livre ’Nem találom a könyvet’.

### A határozatlan névelő
A magyar ’egy’ megfelelője hímnem egyes számban un (sztenderd kiejtése [œ̃], de sokan gyakorlatilag már csak [ɛ̃]-nek ejtik, amihez a legközelebb a magyar „en” áll, de a mássalhangzó nazális, tehát az n nem artikulált), nőnem egyes számban une (ejtsd „ün”). A franciában a határozatlan névelőnek többes számú alakja is létezik, des (ejtsd „dé” rövid é-vel). A magyarban nemcsak hogy ennek nincs megfelelője, de az ’egy’ sem használható sokszor, miközben a franciában az un(e) mindig kötelező, amikor a főnév nem meghatározott. Példák:
- J’ai un ami ’Van egy barátom’ (ha azt fejezem ki, hogy csak egy van) vagy ’Van barátom’ (ha nem hangsúlyozom ki, hogy csak egy van);
- J’ai reçu une gifle ’Kaptam egy pofont’ vagy ’Pofont kaptam’;
- J’ai des problèmes ’Gondjaim vannak’.

### Az anyagnévelő
Ez a névelő egyes számú elvont és megszámlálhatatlan főnevek elé kerülhet akkor, amikor a magyarban ilyeneket névelő nélkül használunk. Hímnemben du, nőnemben de la, míg magánhangzóval vagy nem hehezetes h-val kezdődő főnév esetén mindkét nemben de l’. Példák: Elle a du courage ’Van bátorsága’, Tu as acheté de la farine ? ’Vettél lisztet?’, Je mets de l’huile dans la salade ’Teszek olajat a salátába’.

### Adeelöljárószó a határozatlan és az anyagnévelő helyett
A határozatlan és az anyagnévelőt a de elöljáró váltja fel bizonyos esetekben.
Tagadásban többnyire megtörténik a helyettesítés. Példák:
- Je vois un chien ’Látok egy kutyát’ → Je ne vois pas de chien ’Nem látok kutyát’;
- Je bois du lait ’Iszom tejet’ → Je ne bois pas de lait ’Nem iszom tejet’.

Kivétel ez alól, ha a tagadás a főnév jelzőjére vonatkozik (pl. Je ne suis pas un idiot ’Nem vagyok hülye’) vagy ha a főnevet ellentétbe helyezik más főnévvel:
- Je ne vois pas un chien mais un chat ’Nem kutyát látok, hanem macskát’;
- Je ne bois pas du lait mais du thé ’Nem tejet iszom, hanem teát’.

Mennyiséget kifejező határozószó vagy főnév után (beaucoup ’sok’, trop ’túl sok’, autant ’(ugyan)ennyi/(ugyan)annyi’, peu ’kevés’, plus ’több’, assez ’elég’, moins ’kevesebb’, un kilo ’egy kiló’, une heure ’egy óra’, un morceau ’egy darab’, une bouteille ’egy üveg/palack’, une tranche ’egy szelet’, un paquet ’egy csomag’, une goutte ’egy csepp’ stb.) is ez a szabály:
- Hélène a des amis ’Hélène-nek vannak barátai’ → Hélène a beaucoup d’amis ’Hélène-nek sok barátja van’;
- Je voudrais du jambon ’Sonkát kérek’ → Je voudrais une tranche de jambon ’Egy szelet sonkát kérek’.

Csak a határozatlan névelőre vonatkozó váltási szabályok:
- Amennyiben a többes számú határozatlan névelőt megkövetelő főnév olyan funkciót tölt be, amelyet a de elöljárószóval realizálnak (ige vagy melléknév vonzata), akkor összevonás nem lehetséges, és a de kerül a főnév elé, pl. Le ciel est couvert de nuages ’Felhős az ég’ (szó szerinti fordításban „Az ég felhőkkel van beborítva”). Ugyanakkor az egyes számú határozatlan névelőt megtartjuk a de elöljáró használatakor: J’ai besoin d’un conseil ’Tanácsra van szükségem’.
- Ha a főnév előtt többes számú jelző áll, a pallérozott nyelvi regiszterben a de felváltja a des-t: J’ai acheté des roses → J’ai acheté de jolies roses ’Szép rózsákat vettem’.

### A birtokos névelő
A magyar birtokos személyjelnek (’a házam’) a franciában a birtokos névelő felel meg. Ennek alakjai a birtokolt főnév nemétől és számától függően:
- Hímnemben egyes számban: mon, ton, son, notre, votre, leur.
- Nőnemben egyes számban: ma (mon), ta (ton), sa (son), notre, votre, leur.
- Többes számban mindkét nemben: mes, tes, ses, nos, vos, leurs.

Megjegyzés: a mon, ton, son alakok használatosak egyes számú, nőnemű, magánhangzóval vagy nem hehezetes h-val kezdődő birtok előtt (akár ez, akár az eléje helyezett jelzője kezdődik magánhangzóval), pl. mon adresse ’a címem’ vagy ton unique victoire ’(az) egyetlen győzelmed’. Ez alól kivételt képeznek ugyanazok a szavak, mint a határozott névelő esetében, pl. ta onzième victoire ’a tizenegyedik győzelmed’.

### A mutató névelő
A magyar ’ez’, ’az’, ’ezek’, ’azok’ mutatószavakat a francia a következő névelőkkel fejezi ki:
- Hímnemben egyes számban: ce (magánhangzóval vagy nem hehezetes h-val kezdődő főnév esetén cet).
- Nőnemben egyes számban: cette.
- Többes számban mindkét nemben: ces.

A közelre illetve távolra mutatást a főnévhez kapcsolt -là vagy -ci toldalék fejezi ki, pl. cette balle-ci ’ez a labda’, ce batiment-là ’az az épület’.
Napszakok esetén az aznapi napszakra utal a mutató névmás, pl. ce soir ’ma este’. A -là toldalék eredetileg csak távolra mutatott, azonban a mai nyelvben közelre is, távolra is mutathat, miközben a -ci toldalék csak közelre.

## Névmások

### A személyes névmások alakjai
| Szám, személy és nem | Szám, személy és nem | Eset  | Eset  | Eset       | Eset   | Eset       |
| Szám, személy és nem | Szám, személy és nem | Alany | Tárgy | Visszaható | Részes | Hangsúlyos |
| -------------------- | -------------------- | ----- | ----- | ---------- | ------ | ---------- |
| E/1                  | E/1                  | je    | me    | me         | me     | moi        |
| E/2                  | E/2                  | tu    | te    | te         | te     | toi        |
| E/3                  | Hímnem               | il    | le    | se         | lui    | lui        |
| E/3                  | Nőnem                | elle  | la    | se         | lui    | elle       |
| E/3                  | Általános            | on    | le    | se         | lui    | soi        |
| T/1                  | T/1                  | nous  | nous  | nous       | nous   | nous       |
| T/2                  | T/2                  | vous  | vous  | vous       | vous   | vous       |
| T/3                  | Hímnem               | ils   | les   | se         | leur   | eux        |
| T/3                  | Nőnem                | elles | les   | se         | leur   | elles      |

A magázásnak és az önözésnek csak egy megfelelője van, amely a vous alakkal történik.
Fontos megjegyezni, hogy a hangsúlytalan személyes névmás a franciában mindig csak ragozott igével együtt állhat, miközben a magyarban ezen névmásokat csak a személy kihangsúlyozása esetén használjuk.

### A személyes névmások helye

#### Egyenes szórendű mondatok
Az alábbi táblázatokban a hangsúlytalan személyes névmások sorrendjét mutatjuk be. Az oszlopokban függőlegesen felsoroltak egymásközt felcserélhetők, és értelemszerűen csak az egyik szerepel egyidőben a mondatban.
Ha a részeshatározói funkciójú és a tárgyi funkciójú névmások különböző személyűek, közülük első helyen a részeshatározó áll:
| Alany | Részeshatározó  | Tárgy     | Állítmány | Jelentés   | Jelentés                          | Jelentés                  |
| ----- | --------------- | --------- | --------- | ---------- | --------------------------------- | ------------------------- |
| Il    | me te nous vous | le la les | montre    | Megmutatja | [azt (hímnem) azt (nőnem) azokat] | nekem neked nekünk nektek |

Ha a részeshatározó és a tárgy egyazon (harmadik) személyűek, akkor a tárgy az első:
| Alany | Tárgy     | Részeshatározó | Állítmány | Jelentés  | Jelentés                      | Jelentés   |
| ----- | --------- | -------------- | --------- | --------- | ----------------------------- | ---------- |
| Tu    | le la les | lui leur       | présentes | Bemutatod | [őt (hímnem) őt (nőnem) őket] | neki nekik |

Ezen személyes névmások az avoir, être segédigéket és a faire, laisser félsegédigéket mind megelőzik, pl. Je te l’ai dit ’Megmondtam (neked azt)’. Az aller, venir, devoir, pouvoir, vouloir, savoir félsegédigék ragozott alakja és a főnévi igenév azonban közrefogják ezen névmásokat, pl. Je vais le lui présenter ’Bemutatom majd (őt) neki’.
Amennyiben van a mondatban, az y és/vagy en határozói névmásokat minden névmás megelőzi, pl. Je m'y suis baigné ’Megfürödtem benne’. Ezen két határozói névmás egymást általában kizárja, együtt csak az Il y en a ’Van abból/belőle’ személytelen szerkezetben szerepelhetnek.
A semleges értékű, azaz mondatra utaló le névmás a beszélt nyelvben elhagyható, pl. – Tu sais que j'ai été malade ? – Oui, je (le) sais ’– Tudod-e, hogy beteg voltam? – Igen, tudom’.

#### Fordított szórendű mondatok
Fordított szórendű kérdésekben és közbevetett mondatokban az alanyesetű névmások a ragozott ige (tehát az igei állítmány vagy a ragozott segéd- vagy félsegédige) után állnak, és kötőjellel kapcsolódnak hozzá. A tárgy- és részes esetű névmások a ragozott ige előtt állnak az előző pontban megfogalmazott szórend szerint. Példák:
- Alanyesetű névmás a ragozott ige után:
  - kérdésben: Sais-tu jouer au tennis ? ’Tudsz teniszezni?’, Nous avaient-ils invités ? ’Meghívtak minket?’, Le lui avez-vous raconté  ’Elmesélte (Ön) neki (azt)?’;[12]
  - közbevetett mondatban: Je m’en vais, me dit-il, et il est sorti. ’Elmegyek – mondta nekem – és kiment’.

Amennyiben a ragozott ige néma e-re vagy magánhangzóra végződik, és azt magánhangzóval kezdődő személyes névmás követi, úgy ezen két szó közé egy ejtéskönnyítő t-t helyezünk, mely mindkettőhöz kötőjellel kapcsolódik, pl.: A-t-il déjà fini ? ’Végzett már?’.

#### Felszólító mondatok
A felszólító mondatokban alanyesetű névmás nem szerepelhet, a részes és tárgy esetű névmások pedig az ige után, kötőjellel kapcsolódnak az igéhez.
Csak személyes névmások használatakor:
| Felszólító módú ige | Tárgy esetű névmás | Részes esetű névmás*      | Jelentés    | Jelentés                | Jelentés                         | Jelentés |
| ------------------- | ------------------ | ------------------------- | ----------- | ----------------------- | -------------------------------- | -------- |
| Prête-              | le- la- les-       | moi ! lui ! nous ! leur ! | Add kölcsön | nekem neki nekünk nekik | [azt (hímnem) azt (nőnem) azokat | !        |

Személyes és határozói névmás használata esetén:
| Felszólító módú ige | Részes esetű névmás | Határozói névmás | Jelentés | Jelentés                | Jelentés |
| ------------------- | ------------------- | ---------------- | -------- | ----------------------- | -------- |
| Donne-              | m’ lui- nous- leur- | en !             | Adj      | nekem neki nekünk nekik | (abból)! |

| Felszólító módú ige | Tárgy esetű névmás | Határozói névmás | Jelentés | Jelentés     | Jelentés |
| ------------------- | ------------------ | ---------------- | -------- | ------------ | -------- |
| Emmène-             | m’ nous-           | y !              | Vigyél   | engem minket | oda!     |
| Emmène-             | l’ les-            | y !              | Vidd     | őt őket      | oda!     |

A példamondatok írásban: "Dis-le-moi." és "Donne-m'en." (a franciában a felszólító mondat végén csak különösen erős érzelmet kifejező tartalom miatt állhat felkiáltójel).
Megjegyzés: a me hangsúlytalan tárgy vagy részes esetű névmás helyett a hangsúlyos moi alakot használjuk a felszólító módú ige után. Amennyiben azonban ezt határozói névmás követi, úgy a me hangkieséses, m’ alakját használjuk.

#### Tiltó mondatok
A felszólító mondatok speciális esete a tiltó mondat, melyben az alany esetű névmás ugyancsak elmarad, a többi névmás azonban az egyenes szórendnél megismert sorrendben helyezkedik el (vagyis a ragozott ige előtt) a ne tagadó szó után, pl. Ne me le dis pas ! ’Ne mondd ezt nekem!’ vagy Ne le lui demande pas ’Ne kérdezd meg ezt tőle!’.

### A hangsúlyos névmások
A hangsúlyos névmásokat az igétől elválasztva használjuk:
- a személyt kihangsúlyozó szerkezetekben:
  - c’est-s szerkezetekben, pl. C’est moi, l'élève hongrois ’Én vagyok a magyar diák’, C’est toi qui as cassé la vitre ? ’Te törted be az ablakot?’;
  - a megfelelő hangsúlytalan alakkal együtt, közvetlenül előtte (Lui, il n’a rien à dire) vagy a mondat végén: Il n’a rien à dire, lui ’Neki nincs mondanivalója’;
- elöljárószó után: J’ai fait ça pour eux ’Értük tettem’;
- kötőszó után: Ce n’est pas moi qui ai cassé la vitre mais lui ’Nem én törtem be az ablakot, hanem ő’, Ils sont plus pauvres que nous ’Ők szegényebbek, mint mi’.

A même(s) szó kötőjellel kapcsolva ezen névmásokhoz az ’(én) magam’, ’(te) magad’ stb. alakoknak felelnek meg, pl. Je l’ai fait moi-même ’Egyedül/Magam csináltam’.

### A visszaható névmások
Ezen névmások legtöbbször csak visszaható igékkel együtt használhatók, és (kivétel a felszólító mondat) az ige előtt állnak, pl. Je me lave ’Megmosakszom’. A felszólító mondatban az ige mögé kerülnek, és a hangsúlyos alakukat veszik fel kötőjellel kapcsolva az igéhez, pl. Tais-toi ! ’Hallgass el!’.
A francia visszaható névmások:
| személyes névmás | visszaható névmás | ige    | jelentés     |
| ---------------- | ----------------- | ------ | ------------ |
| je               | me                | lave   | 'mosakodom'  |
| tu               | te                | laves  | 'mosakszol'  |
| il/elle          | se                | lave   | 'mosakszik'  |
| nous             | nous              | lavons | 'mosakodunk' |
| vous             | vous              | lavez  | 'mosakodtok' |
| ils/elles        | se                | lavent | 'mosakodnak' |

Amennyiben a visszaható ige tárgya a testtől elidegeníthetetlen rész (általában testrész), a visszaható ige arra szolgál, hogy kijelölje a tárgyi pozícióban szereplő entitás tulajdonosát. Nem szükséges ezért a birtokos névmás használata a tárgynál.
Edmonde me coiffe les cheveux. 'Edmonde megfésüli a(z én) hajamat.'
Edmonde se coiffe les cheveux. 'Edmonde megfésüli a(z ő) haját.' (Edmonde se coiffe ses cheveux.)
Sok jellemzően visszahatóként használt igének létezik nem visszaható párja is (réveiller – se réveiller; felébreszt – felébred). Ezen igék aktív alakját gyakran műveltető igével fordíthatjuk magyarra. Léteznek azonban ún. deponens igék, amelyek csak reflexív alakban léteznek, tehát nincs aktív párjuk.
| Deponens ige | Jelentés                     | Deponens ige | Jelentés            |
| ------------ | ---------------------------- | ------------ | ------------------- |
| se pâmer     | elalél, elájul               | s'évanouir   | elájul              |
| se repentir  | megbán                       | se moquer    | gúnyolódik          |
| s’emparer    | megkaparint                  | se suicider  | öngyilkos lesz      |
| se méfier    | gyanakszik                   | s’évertuer   | belead apait-anyait |
| se méprendre | téved valakivel kapcsolatban | se souvenir  | emlékezik           |

### Egyéb névmások

#### Birtokos névmások
Jelentésben a magyar birtokos névmással egyeznek meg, alakjuk a birtokolt tárgy nemétől és számától függ:
|                  | Egyes szám | Egyes szám  | Jelentés  | Többes szám | Jelentés                |
| Hímnem           | Nőnem      |             | Jelentés  | Többes szám | Jelentés                |
| ---------------- | ---------- | ----------- | --------- | ----------- | ----------------------- |
| Első személy     | le mien    | la mienne   | az enyém  | le/la nôtre | a miénk                 |
| Első személy     | les miens  | les miennes | az enyéim | les nôtres  | a mieink                |
| Második személy  | le tien    | la tienne   | a tiéd    | le/la vôtre | a tiétek / az Ön(ök)é   |
| Második személy  | les tiens  | les tiennes | a tieid   | les vôtres  | a tieitek / az Ön(ök)éi |
| Harmadik személy | le sien    | la sienne   | az övé    | le/la leur  | az övék                 |
| Harmadik személy | les siens  | les siennes | az övéi   | les leurs   | az övéik                |

#### Mutató névmások
A mutató névmások lehetnek semlegesek (ezek elvont fogalmakat vagy cselekvéseket jelölnek), vagy hím- illetve nőneműek (ezek konkrét főneveket vagy személyeket jelölnek).
Semleges névmások:
- Ce mindig az être ige előtt áll. Példák: C’est vrai ’Ez igaz’, Ce sont les miens ’Ezek az enyéim’.
- Ceci és cela közelre (vagy előre), illetve távolra (vagy későbbre) mutató, az irodalmi nyelvben használt mutató névmások. Példák: Comme ce tableau le montre, oui, ceci ’Amint ez a táblázat mutatja, igen, ez itt’, La crise n’est pas finie, rappelez-vous cela ’A válságnak nincs vége, jusson eszükbe’.
- Ça helyettesíti a beszélt nyelvben úgy a ceci-t, mint a cela-t, pl. J’aime beaucoup ça ’Nagyon szeretem ezt/azt’.

Hímnemű névmások:
Egyes számban a celui, többes számban a ceux alak használatos (ezekhez kötőjellel kapcsolódhat a -ci illetve -là toldalék a közelre vagy távolra mutatás kifejezésére): Je voudrais un stylo. Oui, celui-ci me va ’Szeretnék egy tollat. Igen, ez jó lesz’.
Nőnemű névmások:
Egyes számban a celle, többes számban a celles alak használatos (az előbb említett toldalékok ezekhez is kapcsolódhatnak): J’aime bien les anciennes maisons, comme celle-là ’Szeretem a régi házakat, mint az ott’.

#### Kérdő névmások
Három olyan kérdő névmás van, amely változatlan alakú:
Qui hímnemű és egyes számú, amire onnan lehet következtetni, hogy a vele egyeztetett szavak ilyen alakúak, és csak személyre vonatkozhat.
- Elöljáró nélkül ez a névmás kérdezhet:
  - az alanyra: Qui est arrivé ? ’Ki érkezett?’ [Megjegyzendő, hogy az élettelen alanyra a qu’est-ce qui összetett kérdőszó vonatkozik: Qu’est-ce qui t’intéresse ? ’Mi érdekel (téged)?’];
  - a tárgyra: Qui attendez-vous ? ’Kire vár (Ön)?’
- Elöljáróval qui lehet mondatrészként:
  - határozó: À qui je peux m’adresser ? ’Kihez fordulhatok?’, Avec qui on peut travailler ? ’Kivel lehet dolgozni?’ [egyenes sorrendű kérdés fesztelen nyelvi regiszterben];
  - névszói állítmány névszói része: À qui est cette voiture ? ’Kié ez a kocsi?’;
  - jelző (csak de-vel): C’est la voiture de qui ? ’Ki kocsija ez?’ [egyenes sorrendű kérdés fesztelen nyelvi regiszterben].

Que (mindig elöljáró nélkül) élettelen tárgyra kérdez fordított szórendű kérdőmondatban: Que voulez-vous ? ’Mit akar (maga)?’ Egyenes szórendű mondatban a qu’est-ce que összetett kérdőszót kell használni helyette: Qu’est-ce que vous voulez ?
Quoi is élettelenre kérdez.
- Elöljáró nélkül:
  - lehet tárgy a fesztelen nyelvi regiszterben, a mondat végén: Vous voulez quoi ?;
  - magában is alkothat mondatot párbeszédben: Quoi ? ’Micsoda?’
- Elöljáróval lehet:
  - határozó: Sur quoi on peut compter ? ’Mire lehet számítani?’;
  - jelző (csak de-vel): C’est la conséquence de quoi ? ’Minek a következménye ez?’

Két másik névmás egyezik nemben és számban azzal a szóval, amelyre vonatkozik:
- Quel (hímnem egyes szám) / quelle (nőnem egyes szám) / quels (hímnem többes szám) / quelles (nőnem többes szám) a magyar ’milyen, miféle’ névmásoknak felel meg, és mondatban névszói állítmány névszói része: Quelle est cette fleur ? ’Milyen/Miféle virág ez?’ Ez a szó gyakrabban fordul elő kérdő melléknévként: Quelle fleur aimez-vous ? ’Milyen virágot szeret (Ön)?’ vagy ’Melyik virágot szereti?’
- Lequel/laquelle/lesquels/lesquelles összetett névmás, a határozott névelő és a fenti névmás kombinációja. A magyar ’melyik/melyek’ névmásnak felel meg, és minden olyan mondatrész lehet, mint a főnév. Ha az à vagy a de elöljárószó kerül eléje, itt is létrejön az elöljáró és a névelő összeolvadása, mely eredménye az auquel, auxquel(le)s, duquel és desquel(le)s alakok. Példák: Lequel (de ces garçons) est ton cousin ? ’(Ezek közül a fiúk közül) melyik az unokatestvéred?’, À laquelle (de ces personnes) dois-je m’adresser ? ’(Ezek közül a személyek közül) melyikhez forduljak?’, Duquel (de ces livres) est-il question ? ’(Ezek közül a könyvek közül) melyikről van szó?’

#### Vonatkozó névmások
A kérdő névmások mindegyike lehet vonatkozó névmás is, quel(le)(s) kivételével, de van még két egyszerű vonatkozó névmás.
A használandó alak attól függ, hogy milyen főmondatbeli szóra utal, és hogy magának a névmásnak milyen mondattani funkciója van az általa bevezetett jelzői mellékmondatban.
- Qui elöljáró nélkül élőre vagy élettelenre utal, és alanyi funkciót tölt be: le garçon qui parle ’az a fiú, aki beszél’, la question qui m’intéresse ’az a kérdés, amelyik érdekel’.
- Qui elöljáróval csak személyre utalhat, és határozó lehet: Aline est une fille avec qui j’aime bavarder ’Aline olyan lány, akivel szeretek beszélgetni’. Ebben az esetben a qui helyett összetett névmást is lehet használni: Aline est une fille avec laquelle j’aime bavarder.
- Que csak elöljáró nélkül használatos, élőre vagy élettelenre utal, és mindig tárgyi funkciója van: l’homme que j’ai entendu ’az a férfi, akit hallottam’, la pièce que j’ai vue ’az a darab, amelyet láttam’.
- Dont is elöljáró nélkül használatos, élőre vagy élettelenre utal, és két funkciója lehet:
  - jelző: Luc Besson est un réalisateur dont j’apprécie beaucoup les films ’Luc Besson olyan rendező, akinek a filmjeit nagyon nagyra tartom’;
  - képes helyhatározó: Luc Besson est un réalisateur dont je ne sais rien ’Luc Besson egy olyan rendező, akiről nem tudok semmit’. Ezt a névmást helyettesítheti az összetett duquel / de laquelle / desquel(le)s.
- Où használható elöljáróval (ezek közül csak d’-vel és par-ral) és anélkül is, csak élettelenre utal, és hely- vagy időhatározó lehet: la chambre où je dors ’az a szoba, amelyben alszom’, l’endroit par où je passe ’az a hely, amelyen átmegyek’, le jour où je suis né ’az a nap, amikor születtem’. Helyhatórozóként ezt a névmást, ha elöljáró nélküli, helyettesítheti a dans elöljárós összetett lequel/laquelle/lesquel(le)s (la chambre dans laquelle je dors), ha pedig elöljárós, akkor azon elöljáró + az összetett névmás: l’endroit par lequel je passe.
- Quoi csak elöljáróval használható, és mondatra, valamint a quelque chose és a rien határozatlan névmásokra utalhat: Je lui ai dit que je partirais, à quoi elle m’a répondu qu’elle s’en fichait ’Azt mondtam neki, hogy elutazom, mire ő azt felelte, hogy fütyül rá’, Il n’y a rien sur quoi je puisse m’appuyer ’Semmi sincs, amire támaszkodni tudnék’, .
- Az összetett vonatkozó névmások a feljebb említett esetekben használhatók, és csak ezek használandók élettelen főnévre utalva, amikor a névmásnak határozói funkciót kell betöltenie: Voilà une chaise sur laquelle tu peux t’asseoir ’Ott van egy szék, amelyre leülhetsz’, Il y a un détail auquel je n’ai pas pensé ’Van egy részlet, amelyre nem gondoltam’.

#### Határozatlan névmások
A határozatlan szók nagyon sokfélék. Egyesek lehetnek olykor determinánsok (amikor főnévnek vannak alárendelve), máskor névmások (amikor főnevet helyettesítenek), mások csak determinánsok lehetnek, megint mások csak névmások. Az alábbiakban a francia határozatlan determinánsok és névmások egy részét mutatjuk be.

##### 1. Tagadó jelentésű határozatlan szók
Aucun(e) lehet:
- determináns: Aucun train ne peut circuler à cause de la neige ’Egyetlen (egy) vonat sem tud közlekedni a hó miatt’;
- névmás: Nous avons des nouvelles de Jacques, mais nous n’en avons aucune de Paul ’Van hírünk Jacques-tól, de egyetlenegy sincs Paul-tól’.

Lejjebb, a 3. pontnál bemutatott autre szóval, aucun(e) szókapcsolatot alkot, és ez is lehet:
- determináns: Je n’ai aucune autre amie ’Egyetlen más barátnőm sincs’;
- névmás: On ne peut comparer cet animal à aucun autre ’Ezt az állatot egyetlen másikhoz sem lehet hasonlítani’.

Nulle part névmás értékű szókapcsolat: Où sont mes lunettes ? Je ne les trouve nulle part ’Hol van a szemüvegem? Sehol se találom’.
Pas un(e) erősebb tagadást fejez ki, mint aucun(e), és lehet:
- determináns: Il n’avait pas un centime en poche ’Egyetlenegy fillér sem volt a zsebében’;
- névmás: J’ai posé cette question à plusieurs personnes, mais pas une n’a su y répondre ’Több személynek tettem fel ezt a kérdést, de egyetlenegy sem tudott válaszolni’.

Personne csak névmás): Personne ne sait où est Marc ’Senki sem tudja, hol van Marc’.
Nul(le)(s) az irodalmi nyelvben determinánsként aucun(e) szinonímája, névmásként pedig personne-t helyettesítheti: Nul train ne peut circuler …, Nul ne sait …
Rien csak névmás: Je n’ai rien à faire ’Semmit sem kell tennem’.
Megjegyzendő, hogy a tagadó jelentésű határozatlan szók helyettesítik a pas tagadószót.

##### 2. A fentiekkel ellentétes jelentésű határozatlan szók
Quelque determináns: Il y avait quelque espoir de mettre fin au conflit ’Volt valamennyi remény, hogy véget vessenek a konfliktusnak’.
Nem tévesztendő össze a quelque határozószóval: Il y avait quelque 500 personnes dans la salle ’Volt körülbelül 500 személy a teremben’.
Quelques, a quelque többes számú alakja is determináns, de másképp fordítandó magyarra, mint az egyes számú alak: Il reste quelques biscuits dans le tiroir ’Maradt még néhány keksz a fiókban’.
A quelque szóval több más határozatlan névmás keletkezett:
Quelqu’un névmás. A mai nyelvben csak hímnemű alakja van: Quelqu’un a apporté ce paquet pour vous ’Valaki ezt a csomagot hozta az Ön számára’.
Quelque chose névmás értékű szókapcsolat: Je dois te dire quelque chose ’Mondanom kell neked valamit’.
Quelque part is névmás értékű szókapcsolat: J’ai déjà vu cet homme quelque part ’Láttam már ezt az embert valahol’.
Quelques-un(e)s formailag quelqu’un többes számú alakja, de ennek nőnemű alakja magmaradt: J’avais invité tous mes amis, mais quelques-uns n’ont pas pu venir ’Meghívtam az összes barátomat, de néhány nem tudott eljönni’.
Tout(e), tous, toutes
Ez a szó több szerkezetben vesz részt.
Amikor nem követi névelő, lehet:
- determináns: Tout travail mérite salaire ’Minden munka fizetséget érdemel’, Toute règle a ses exceptions ’Minden szabálynak megvannak a kivételei’.
- névmás: Ne t’inquiète pas ! Tout va bien ! ’Ne nyugtalankodj! Minden rendben van!’, Ils apprennent le français et tous le parlent bien ’Franciául tanulnak és mind jól beszélik a nyelvet’, Il y a beaucoup de statues dans le parc et toutes sont belles ’Sok szobor van a parkban, és mind/az összes szép’.

Amikor névelős főnév követi, akkor csak determináns: J’ai passé toute la soirée à travailler ’Az egész estét munkával töltöttem’, Tout ce système fonctionne mal ’Ez az egész rendszer rosszul működik’, Tous nos amis sont venus au mariage ’Az összes barátunk eljött az esküvőre’.
Megjegyzendő, hogy a determináns tous s-ét nem ejtjük ki, de a névmás tous s-ét igen.
Nem tévesztendő össze a tout határozatlan névmás a le tout főnévvel: J’ai acheté deux chemises et deux cravates ; j’ai payé le tout 30 euros ’Vettem két inget és két nyakkendőt; 30 eurót fizettem az egészért’.
Tout határozószó is lehet: Elle m’a parlé tout doucement ’Nagyon halkan szólt hozzám’.

##### 3. Egyéb határozatlan szók
Autre
E szó elé járulhat viszonyszó, de anélkül is előfordul.
Viszonyszó nélkül autre névmás, névszói állítmány névszói része funkcióval: Paul est autre que je (ne) croyais ’Paul másmilyen, mint gondoltam’ (A ne itt nem tagadást jelöl, és nem kötelező.)
Un(e) autre lehet:
- determináns: Passe-moi un autre stylo ! ’Adj más/egy másik tollat!’;
- névmás: Ce stylo n’est pas bon. Passe-m’en un autre ! ’Ez a toll nem jó. Adj másikat!’

D’autres az un(e) autre determináns/névmás többes számú alakja.
- determináns: J’ai d’autres problèmes maintenant ’Most más gondjaim vannak’, Les possibilités offertes par cette université sont meilleures que celles d’autres établissements d’enseignement supérieur ’Azok a lehetőségek, amelyeket ez az egyetem kínál jobbak, mint más felsőfokú oktatási intézményekéi’ (Megjegyzendő, hogy e két példában a d’ elöljárónak nem ugyanaz a szerepe: az elsőben határozatlan névelőt helyettesít, a másodikban birtokviszonyt fejez ki.);
- névmás: Ces crayons ne sont pas bons, il m’en faut d’autres ’Ezek a ceruzák nem jók, mások kellenek’.

Névelő + autre egyes számban:
- determináns:
  - határozott névelővel: Voyons aussi l’autre aspect de la question ’Lássuk a kérdés másik oldalát is’;
  - mutató névelővel: Voici cette autre photo que je voulais vous montrer ’Íme az a másik fénykép, amelyet meg akartam mutatni’;
  - birtokos névelővel: Mon frère cadet vit avec nous mais mon autre frère habite ailleurs ’Az öcsém velünk él, de a másik fivérem máshol lakik’;
- névmás: J’ai trouvé l’une de mes pantoufles mais où est l’autre ? ’Megtaláltam az egyik papucsomat, de hol van a másik?’, On ne va pas regarder ce film-ci, cet autre est meilleur ’Nem nézzük meg ezt a filmet, az a másik jobb’.

Névelő + autres többes számban:
- determináns:
  - határozott névelővel: Voici les autres événements qui m’inquiètent ’Íme a többi olyan esemény, amely nyugtalanít’;
  - mutató névelővel: Ces autres conditions sont plus difficiles à remplir que les premières ’A többi feltételt nehezebb teljesíteni, mint az elsőket’;
  - birtokos névelővel: Luc est plus gentil que mes autres frères ’Luc kedvesebb, mint a többi testvérem’;
- névmás: Il n’y a que cinq élèves dans la classe. Où sont donc les autres ? ’Csak öt tanuló van az osztályban. Hát a többi hol van?’, Dites-moi les noms des autres ’Mondják meg a többiek nevét!’ (A des a de és a les összeolvadásából adódik.)

Autre chose névmás értékű szókapcsolat: Moi, il me faut autre chose ’Nekem valami más kell’.
Un(e) certain(e) csak determináns: Je veux visiter seulement une certaine partie du musée ’A múzeum csak egy bizonyos részét akarom meglátogatni’.
Certain(e)s, un(e) certain(e) többes számú alakja, lehet determináns és névmás is:
- determináns: La plupart des animaux s’adaptent bien au zoo, mais certains mammifères s’y sentent mal ’A legtöbb állat jól alkalmazkodik az állatkerthez, de egyes emlősök rosszul érzik magukat’, Vous ne savez pas certaines choses ’Nem tudtok bizonyos dolgokat’;
- névmás: Parmi les élèves de cette classe, certains étudient le français ’Ennek az osztálynak a tanulói között egyesek tanulnak franciául’.

Certain(e)(s) utalószóként is használatos az őt tartalmazó mondatot követő mondatban használt d’autres-val: Certains (colis) sont arrivés, d’autres non ’Egyes csomagok / Egyesek megérkeztek, mások nem’.
Megjegyzendő, hogy certain(e)(s) lehet melléknév is, de akkor követi a jelzett főnevet, és más a jelentése: Je m’attends à un succès certain ’Biztos sikert várok’.
Chaque csak determináns lehet: Chaque personne a sa place réservée ’Minden személynek megvan a fenntartott helye’.
Chacun(e) a chaque megfelelője névmásként: Chacun des enfants a reçu des cadeaux ’A gyerekek mindegyike kapott ajándékot’.
Différent(e)(s) lehet:
- határozatlan determináns, ha a főnév előtt áll: Il a fait appel à différentes personnes pour se faire aider ’Különböző személyekhez fordult segítségért’;
- melléknév főnév után: Il peut faire deux choses différentes en même temps ’Két különböző dolgot tud csinálni egyszerre’.

Divers(e)(s) ugyanúgy viselkedik, mint az előző szó:
- határozatlan determináns: Il a écouté diverses opinions, puis il a décidé ’Meghallgatott különféle véleményeket, majd döntött’;
- melléknév: Cette église comporte des éléments de styles divers, chacun d’une autre époque ’Ez a templom különféle, más-más időszakbeli elemeket foglal magába’.

Le/la même, les mêmes lehet:
- determináns: Ils habitent le même quartier que nous Ugyanabban a negyedben laknak, mint mi’, Cette femme est la générosité même ’Ez az asszony maga a nagylelkűség’;
- névmás: Nos problèmes ne sont pas les mêmes ’Gondjaink nem ugyanazok’.

Megjegyzés: Même módosítószó is lehet, de névelő nélkül: Tous étaient présents, même les malades ’Mindenki jelen volt, még a betegek is’.
N’importe olyan határozatlan alkotó elem, amely az importer ige személytelen il n’importe ’nem fontos’ alakjából származik, és több határozatlan névmás értékű szókapcsolatban vesz részt:
- N’importe quel(le)(s) determináns: N’importe quel habitant de la ville peut vous dire où est le château ’A város akármelyik lakója meg tudja mondani, hol van a kastély’.
- N’importe lequel/laquelle/lesquel(le)s az előző megfelelője, mint névmás: Tu peux choisir la cravate que tu veux ; je te prête n’importe laquelle ’Kiválaszthatod azt a nyakkendők, amelyiket akarod; akármelyiket kölcsönadom’.
- N’importe qui csak névmás: Sophie est toujours disponible ; n’importe qui peut s’adresser à elle ’Sophie mindig rendelkezésre áll; akárki fordulhat hozzá’.
- N’importe quoi is csak névmás: Pierre fait n’importe quoi pour attirer l’attention ’Pierre akármit megtesz, hogy magára vonja a figyelmet’.

On határozatlan személyes névmás, amely a latin homo ’ember’ főnévből ered. Több jelentése van.
Eredetileg on meg nem határozott alanyt jelöl. Ebben a használatában két jelentésárnyalata van:
- az emberek, mindenki: On ne sait pas quoi faire dans une telle situation ’Nem tudja az ember mit csináljon ilyen helyzetben’;
- egy vagy több meg nem határozott személy: On a sonné au portail ’Csengettek/’Csengetett valaki a kapun’.

A fesztelen nyelvi regiszterben on helyettesíti a nous ’mi’ személyes névmást, tényleges, nem határozatlan személyes névmás, de ekkor is az állítmány egyes szám 3. személyben áll: Si tu veux, on va au cinéma ’Ha akarod, moziba megyünk’.
Plusieurs lehet:
- determináns: Le peintre a fait plusieurs esquisses avant de peindre le tableau ’A festő több vázlatot készített mielőtt, megfestette a képet’;
- névmás: Plusieurs de ses esquisses ont été vendues cher ’Többet a vázlatai közül drágán adtak el’.

Quelconque határozatlan determinánsként is, melléknévként is a főnév után áll:
- határozatlan determináns: Il pensait démarrer une affaire quelconque après sa retraite ’Arra gondolt, hogy majd valamilyen üzletbe kezd nyugdíjaztatása után’;
- melléknév, más jelentéssel (’középszerű, nívótlan, silány’): C’est un restaurant quelconque ’Ez középszerű étterem’.

A létige kötőmód jelen idő egyes szám 3. személyű alakjával két olyan mondat keletkezett, amely határozatlan névmás értékű szókapcsolat lett:
- Qui que ce soit: Le directeur refuse de recevoir qui que ce soit ’Az igazgató senkit sem akar fogadni, akárki legyen is az’.
- Quoi que ce soit: Il est impossible de faire quoi que ce soit dans cette situation ’Lehetetlen akármit is tenni ebben a helyzetben’ (= ’Semmit sem lehet tenni …’).

Un(e) tel(le) többnyire determináns, többes száma de tel(le)s: Une telle proposition est inacceptable ’Egy ilyen javaslat elfogadhatatlan’, On ne peut pas faire ce travail avec de tels collaborateurs ’Nem lehet ezt a munkát ilyen munkatársakkal elvégezni’.
L’un(e)/les un(e)s csak utalószóként l’autre/les autres-val együtt működik, mint határozatlan névmás: Les spectateurs entraient l’un après l’autre par la porte étroite ’A nézők egymás után mentek be a szűk ajtón keresztül’, On construira les maisons en deux étapes : les unes maintenant, les autres l’année prochaine ’A házakat két szakaszban fogják felépíteni: egyeseket most, a többieket a jövő évben’.

#### Határozói névmások
Két ilyen névmás van, y és en. Ez utóbbi nem tévesztendő össze az en elöljárószóval.

##### Y
Az y névmásnak két mondattani funkciója lehet.
Helyhatározóként akármilyen helyet kifejező elöljárós (a de-n kívül) névszói csoportot helyettesíthet. Példák:
- Les enfants vont au musée d’histoire ’A gyerekek a történeti múzeumba mennek’ → Les enfants y vont ’A gyerekek odamennek’;
- Le soir, nous regardons la télé dans le séjour ’Este a nappaliban nézzük a tévét’ → Le soir, nous y regardons la télé ’Este ott nézzük a tévét’.

Képes helyhatározónként több szószerkezetet helyettesíthet, de csak olyat, amelyben az à elöljáró szerepel:
- Olyan névszói csoportot helyettesíthet, melyben élettelen főnév van. Példa: Je pense souvent à mes souvenirs d'été ’Gyakran gondolok vissza a nyári emlékeimre’ → J’y pense souvent ’Gyakran gondolok vissza azokra/rájuk’. Élőlénnyel, személlyel kapcsolatban nem helyes a használata a sztenderd nyelvben. Ebben az esetben a személyes névmás hangsúlyos alakját használjuk az à elöljáróval: Je pense souvent à mes grands-parents ’Gyakran gondolok a nagyszüleimre’ → Je pense souvent à eux.
- Utalhat à + főnévi igeneves szerkezetre is: Elle renonce à partir ’Lemond az elutazásról’ → Elle y renonce ’Lemond róla’.
- Végül képes-helyhatározói mellékmondatot is helyettesíthet, ha ez az À quoi ? kérdésre válaszol: Il réfléchit à ce que tu lui as dit ’Gondolkodik azon, amit mondtál neki’ → Il y réfléchit ’Gondolkodik rajta’.

Y jelen van néhány olyan állandósult szókapcsolatban, amelyben nem elemezhető, pl. il y a ’van, létezik’, ça y est ’kész, megvan’ stb.

##### En
Az en névmásnak több funkciója lehet, mint az y-nek. Többségükben az a közös, hogy olyan szószerkezeteket helyettesíthet, amelyekben a de elöljáró vesz részt. Ez a névmás kivételesen utalhat személyre is, amikor tárgyi funkciója van.
Helyhatározóként csak de elöljárós névszói csoportot helyettesíthet. Példa: – Tu vas à Bordeaux ? – Non, j’en viens (beleértve Je viens de Bordeaux) ’– Bordeaux-ba mész?’ – Nem, onnan jövök’.
Képes helyhatározóként helyettesíthet:
- de elöljárós névszói csoportot: J’ai besoin de ce livre ’Szükségem van erre a könyvre’ → J’en ai besoin ’Szükségem van rá’. Ha a képes helyhatározó személy, akkor itt is hangsúlyos személyes névmás használandó: J’ai besoin de ma mère ’Szükségem van az édesanyámra’ → J’ai besoin d’elle;
- de elöljárós főnévi igenévi csoportot: Il est content de me voir ’Örül, hogy lát (engem)’ → Il en est content ’Örül neki’;
- a de quoi ? kérdésre válaszoló képes-helyhatározói mellékmondatot: Je suis sûr que tu réussiras ’Biztos vagyok benne, hogy sikerülni fog neked’ → J’en suis sûr ’Biztos vagyok benne’.

Tárgyként a következőket helyettesítheti:
- anyagnévelős névszói csoportot: Il boit du vin rouge ’Iszik vörösbort’ → Il en boit ’Iszik’;
- határozatlan névelős névszói csoportot: Elle a acheté des fleurs ’Vett virágot’ → Elle en a acheté ’Vett’;
- a fenti névelők helyett használt de elöljárós névszói csoportot (lásd feljebb, a Névelők szakaszban, e helyettesítés szabályait): Je n’ai pas de pain ’Nincs kenyerem’ → Je n’en ai pas ’Nincs (nekem)’;
- determináns használatú tőszámneves névszói csoportot: Nous louons deux chambres ’Két szobát adunk ki’ → Nous en louons deux ’Kettőt adunk ki’. Ez esetben a számnév megmarad az en-os szerkezetben.
- determináns használatú határozatlan névmásos névszói csoportot: On a déjà écouté quelques candidats ’Már meghallgattak néhány jelöltet’ → On en a déjà écouté quelques-uns ’Már meghallgattak néhányat’. Itt is megmarad a határozatlan szó, de névmás alakjában.

Amint látszik, tárgyként en-nak nincs magyar megfelelője, csak beleérteni lehet.
En de elöljárós, birtokost kifejező jelző helyett is állhat: Je connais tous les détails de la question ’A kérdés minden részletét ismerem’ → J’en connais tous les détails ’Minden részletét ismerem’.
En is előfordul állandósult szószerkezetekben, mint például a s’en aller ’elmenni’ igében (Je m’en vais ’Elmegyek’).

##### A határozói névmások helye
Ezek a névmások hangsúlytalanok, tehát, ha egyedül használják, ugyanúgy helyezkednek el az őket alárendelő ige vagy főnévi igenévhez viszonyítva, mint a hangsúlytalan részes esetű és tárgyesetű személyes névmások. A határozói névmások asszociálhatók ezekkel, mégpedig en részes esetű személyes névmással, y pedig tárgyesetűvel. Erről lásd feljebb a Személyes névmások helye szakaszt.

## Igemódok és igeidők
A francia nyelvben az ige a mondat állítmánya, tehát kötelező kitenni. Egy ige két formában állhat, vagy önállóan, egyszerű alakban, vagy az avoir vagy être segédige mellett melléknévi igenévként, azaz összetett alakban. Összetett alakot általában akkor használunk, ha egy cselekvés, történés a múltban kezdődött, és egy adott időpontig már lezajlott, vagy biztosan le fog zajlani. Minden ige a megfelelő segédige mellett állhat. A tárgyas igék feltétlen avoir igével ragozódnak, être-rel pár mozgást és történést leíró tárgyatlan ige ragozandó. Ilyen igék az aller (megy), venir (jön), partir (elmegy), entrer (bemegy), sortir (kimegy), rester (marad), descendre (lemegy), montrer (felmegy), tomber (esik), naître (születik), mourir (meghal), passer (átmegy) és azok előtaggal bővített tárgyatlan változataik. Továbbá mind a részes, mind a tárgyas visszaható igék être segédigével ragozódnak.
Az igét számban és személyben egyeztetni kell az alanyhoz. Összetett alakoknál a segédige ragozása megfelel az egyszerű alakéval, de a melléknévi igenév is egyeztetendő tárgyesetű visszahatás esetén a tárgy, az être-rel ragozandó tárgyatlan igék esetén pedig az alany nemével (nőnemben -e utótag betoldásával), illetve számával (többes számban a főnév többes számával megegyező szabályok szerint). Ha a tárgy megelőzi a melléknévi igenevet, a tárgyas igéknél is szám- és nembeli egyeztetés történik.
A francia nyelvben megtalálhatók a magyar nyelvben szokásos igemódok (kijelentő, feltételes és felszólító mód), de mellettük egy negyedik mód is jelen van, a kötőmód (subjonctif).
| Egyszerű alak        | Magyar elnevezés            |
| Présent              | Jelen idő                   |
| Imparfait            | Folyamatos múlt             |
| Passé simple         | Egyszerű múlt idő           |
| Futur simple         | Egyszerű jövő idő           |
| Futur dans le passé  | Jövő idő a múltban          |
| Subjonctif présent   | Kötőmód jelen idő           |
| Subjonctif imparfait | Kötőmód folyamatos múlt idő |
| Conditionnel présent | Feltételes mód jelen idő    |
| Impératif présent    | Felszólító mód jelen idő    |

| Összetett alak                | Magyar elnevezés            |
| Passé composé                 | Összetett múlt idő          |
| Plus-que-parfait              | Befejezett múlt             |
| Passé antérieur               | Előidejű múlt idő           |
| Futur antérieur               | Előidejű jövő idő           |
| Futur antérieur dans le passé | Előidejű jövő idő a múltban |
| Subjonctif passé              | Kötőmód múlt idő            |
| Subjonctif plus-que-parfait   | Kötőmód előidejű múlt idő   |
| Conditionnel passé            | Feltételes mód múlt idő     |
| Impératif passé               | Felszólító mód múlt idő     |

A fentiek alapján kitűnik, hogy egy igének – figyelembe véve az ige személyhez, a melléknévi igenév nemhez és számhoz való egyeztetését – 480 alakja létezik.

### Indicatif (kijelentő mód)

#### Présent (jelen idő)
A jelen idő az alábbiak kifejezésére alkalmas a francia nyelvben:
- elbeszélés pillanatában történő cselekvés
- rendszeresen ismétlődő cselekvés
- jövő idejű cselekvés (si-vel bevezetett mellékmondat vagy időhatározó esetén)
- múlt idejű cselekvés történelmi elbeszélésekben
- általános érvényű kifejezések

##### Igeragozás
| Ige                          | Főnévi igenév                | Je    | Tu     | Il, Elle, On | Nous      | Vous     | Ils, Elles |
| -er végű igék                | parler (beszélni)            | parle | parles | parle        | parlons   | parlez   | parlent    |
| -ir végű igék (I.)           | finir (befejezni)            | finis | finis  | finit        | finissons | finissez | finissent  |
| -ir végű igék (II.)          | courir (futni)               | cours | cours  | court        | courons   | courez   | courent    |
| egyes -re végű ige           | rendre (tenni)               | rends | rends  | rend         | rendons   | rendez   | rendent    |
| être (létezni)               | être (létezni)               | suis  | es     | est          | sommes    | êtes     | sont       |
| avoir (birtokolni)           | avoir (birtokolni)           | ai    | as     | a            | avons     | avez     | ont        |
| vouloir (akarni)             | vouloir (akarni)             | veux  | veux   | veut         | voulons   | voulez   | veulent    |
| pouvoir (tudni, képes lenni) | pouvoir (tudni, képes lenni) | peux  | peux   | peut         | pouvons   | pouvez   | peuvent    |

A fentieken kívül még számos rendhagyó ragozás létezik.

#### Passé composé (összetett múlt idő)
A múlt idő az alábbiak kifejezésére alkalmas a franciában:
- múltban egyszer megtörtént, időtartam nélküli cselekvés, történés
- múltban egymás után bekövetkező cselekvések, történések
- adott számban ismétlődő múltbeli események

Formája: avoir vagy être jelen időben és participe passé. Íme egy példa az avoirral ragozott igékre:
| Főnévi igenév | Je         | Tu          | Il, Elle, On | Nous             | Vous            | Ils, Elles    |
| parler        | j'ai parlé | tu as parlé | il a parlé   | nous avons parlé | vous avez parlé | ils ont parlé |

Az être-vel ragozott igékben kötelesek vagyunk kitenni a többes számot, valamint a nőnemet is, ha a cselekvők között nincsen hímnemű
| Főnévi igenév | Je              | Tu            | Il, Elle, On        | Nous                 | Vous               | Ils, Elles              |
| aller         | je suis allé(e) | tu es allé(e) | il/elle est allé(e) | nous sommes allé(e)s | vous êtes allé(e)s | ils/elles sont allé(e)s |

#### Imparfait (folyamatos múlt idő)
A francia nyelvtan a kijelentő mód imparfait igeidejét a múltban történő (és a múltban le is záródó) folyamatos cselekvésekre használja, például „reggelit készítettem”. Pontos francia neve: l’imparfait de l’indicatif.
A folyamatos múlt idő az alábbiak kifejezésére alkalmas a franciában:
- egy múltban lévő élőlény, tárgy, állapot leírása
- múltban ismétlődő cselekvések, történések
- függő beszédben egyidejűség
- si-vel bevezetett jelen idejű mondatban feltétel

Formája: Töve az ige jelen idő többes szám első személyű alakja az -ons végződés nélkül, ehhez járul hozzá személyenként az -ais, -ais, -ait, -ions, -iez, aient.
Egyetlen rendhagyó ige van, az être ragozása, mivel annak imparfait töve: ét-.
| Főnévi igenév | Je      | Tu      | Il, Elle, On | Nous     | Vous    | Ils, Elles |
| parler        | parlais | parlais | parlait      | parlions | parliez | parlaient  |

Példa:
- parlons (’mi beszélünk’; ons leválasztva, rag hozzáadva) → parlait (’ő beszélt’)

#### Plus-que-parfait (befejezett múlt idő)
A befejezett múlt idő az alábbiak kifejezésére alkalmas a franciában:
- egy múltbeli cselekvéssel, történéssel, létezéssel szembeni előidejűség
- függő beszédben előidejűség
- si-vel bevezetett múlt idejű mondatban feltétel

Formája: avoir vagy être imparfait-ben és participe passé.
| Főnévi igenév | Je          | Tu          | Il, Elle, On | Nous         | Vous        | Ils, Elles    |
| parler        | avais parlé | avais parlé | avait parlé  | avions parlé | aviez parlé | avaient parlé |

#### Passé simple (egyszerű múlt idő)
"Történelmi múlt". Használata megegyezik a passé composé használatával, azonban ma már csak írott formában jellemző, illetve egy-két magasabb szintű publicisztikai írásban előfordulhat.
Képzése a főnévi igenév alapján történik az alábbiak szerint:
| Ige                | Je     | Tu     | Il, Elle, On | Nous     | Vous     | Ils, Elles |
| -er végű igék      | parlai | parlas | parla        | parlâmes | parlâtes | parlèrent  |
| -ir végű igék      | finis  | finis  | finit        | finîmes  | finîtes  | finirent   |
| -re végű igék      | crus   | crus   | crut         | crûmes   | crûtes   | crurent    |
| egyes -re végű ige | rendis | rendis | rendit       | rendîmes | rendîtes | rendirent  |
| être               | fus    | fus    | fut          | fûmes    | fûtes    | furent     |
| avoir              | eus    | eus    | eut          | eûmes    | eûtes    | eurent     |
| faire              | fis    | fis    | fit          | fîmes    | fîtes    | firent     |

A fentieken kívül még számos rendhagyó ragozás létezik.

#### Passé antérieur (előidejű múlt idő)
Az előidejű múlt idő az alábbiak kifejezésére alkalmas a franciában:
- függő beszédben passé simple helyett előidejűség
- egy múltban történő cselekvéssel, történéssel, létezéssel szembeni előidejűség
- ezt az összetett igeidő a passé simple -hez hasonlóan csak írott formában lelhető fel.

Formája: avoir vagy être passé simple-ben és participe passé.
| Főnévi igenév | Je        | Tu        | Il, Elle, On | Nous        | Vous        | Ils, Elles   |
| parler        | eus parlé | eus parlé | eut parlé    | eûmes parlé | eûtes parlé | eurent parlé |

#### Futur simple (egyszerű jövő idő)
Az egyszerű jövő idő az alábbi kifejezésére alkalmas a franciában:
- jövő időben bekövetkező (általában nem a jelenből következő) cselekvés, történés, létezés

Formája: Töve az ige főnévi igeneve (-re végződés esetén az utolsó -e nélkül), ehhez járul hozzá személyenként az -ai, -as, -a, -ons, -ez, ont.
Pár ige főnévi igenév töve helyett megváltozott futur tövet használunk. Ezekből a legfontosabbak:
| Főnévi igenév | Futur E/1   | Főnévi igenév | Futur E/1  | Főnévi igenév | Futur E/1   |
| être          | je serai    | faire         | je ferai   | voir          | je verrai   |
| avoir         | j'aurai     | devoir        | je devrai  | vouloir       | je voudrai  |
| aller         | j'irai      | pouvoir       | je pourrai | tenir         | je tiendrai |
| venir         | je viendrai | savoir        | je saurai  | envoyer       | j'enverrai  |

| Főnévi igenév | Je       | Tu       | Il, Elle, On | Nous      | Vous     | Ils, Elles |
| parler        | parlerai | parleras | parlera      | parlerons | parlerez | parleront  |

#### Futur antérieur (előidejű jövő idő)
Az előidejű jövő idő az alábbi kifejezésére alkalmas a franciában:
- egy jövőben történő cselekvéssel, történéssel, létezéssel szembeni előidejűség

Formája: avoir vagy être futurben és participe passé.
| Főnévi igenév | Je          | Tu          | Il, Elle, On | Nous         | Vous        | Ils, Elles   |
| parler        | aurai parlé | auras parlé | aura parlé   | aurons parlé | aurez parlé | auront parlé |

#### Futur dans le passé (jövő idő a múltban)
A jövő idő a múltban az alábbiak kifejezésére alkalmas a franciában:
- függő beszédben egy jövőben történő cselekvés, történés, létezés

Formája: megegyezik a conditionnel présent alakjával

#### Futur antérieur dans le passé (előidejű jövő idő a múltban)
Az előidejű jövő idő a múltban az alábbiak kifejezésére alkalmas a franciában:
- függő beszédben egy jövőbeli cselekvés, történés, létezés előtti történés, cselekvés

Csak elvétve használatos, helyette a futur dans le passét használják.
Formája: megegyezik a conditionnel passé alakjával

### Subjonctif (kötőmód)

#### Subjonctif présent (kötőmód jelen idő)
A kötőmód jelen idő használandó az alábbi esetekben:
- egyes vagy többes szám harmadik személyű felszólítás
- que-vel bevezetett mellékmondatban, ha a főmondat akaratot, kívánságot, tagadást, bizonytalanságot, kétkedést, érzelmet, szükségességet fejez ki
- mellékmondatban, ha azt bizonyos kötőszavak vezetik be (mint avant que, afin que, pour que, bien que, sans que, à condition que, jusqu’à ce que)
- seul qui (egyetlen, aki) bevezetésű mellékmondatban
- néha felkiáltásokban

'Képzése a jelen idő kijelentő mód többes szám harmadik személyének tövéhez járul hozzá egyes számban: -e, -es, -e, többes szám harmadik személyben -ent rag. Többes szám első és második személyben öt rendhagyó igét kivéve alakja megegyezik a kijelentő mód imparfait alakkal.
Több ige rendhagyó tővel rendelkezik. Az être, avoir, pouvoir, savoir, faire igék többes szám első és második személyben nem veszik fel az imparfait alakot, helyette a kötőmód tövével ragozódnak.
| Főnévi igenév | Je    | Tu     | Il, Elle, On | Nous     | Vous    | Ils, Elles |
| parler        | parle | parles | parle        | parlions | parliez | parlent    |
| aller         | aille | ailles | aille        | allions  | alliez  | aillent    |
| faire         | fasse | fasses | fasse        | fassions | fassiez | fassent    |

#### Subjonctif passé (kötőmód múlt idő)
A kötőmód múlt idő használata megegyezik a subjonctif présent használatával, ha a mellékmondat (vagy felszólítás) befejezettségét kívánjuk hangsúlyozni.
Formája: avoir vagy être subjonctif présent-ban és participe passé.
| Főnévi igenév | Je        | Tu         | Il, Elle, On | Nous        | Vous       | Ils, Elles  |
| parler        | aie parlé | aies parlé | ait parlé    | ayons parlé | ayez parlé | aient parlé |

#### Subjonctif imparfait (kötőmód folyamatos múlt idő)
A kötőmód folyamatos múlt idő múlt idejű főmondat mellett állhat mellékmondatban subjonctif présent helyett. Csak a nagyon választékos ill. az írott nyelv használja, a harmadik személyű alakoktól eltekintve szinte soha sem lehet találkozni vele. 
Képzése: az egyszerű múlt idő egyes szám második személyének tövéhez járulnak az alábbiak: -sse, -sses, -t, -ssions, -ssiez, -ssent. Egyes szám harmadik személyben a szó végi magánhangzóra circonflexe (^) kerül.
| Főnévi igenév | Je       | Tu        | Il, Elle, On | Nous        | Vous       | Ils, Elles |
| parler        | parlasse | parlasses | parlât       | parlassions | parlassiez | parlassent |

#### Subjonctif plus-que-parfait (kötőmód előidejű múlt idő)
A kötőmód előidejű múlt idő múlt idejű főmondat mellett állhat mellékmondatban subjonctif passé helyett. Csak a választékos nyelv használja.
Formája: avoir vagy être subjonctif imparfait-ben és participe passé.
| Főnévi igenév | Je          | Tu           | Il, Elle, On | Nous           | Vous          | Ils, Elles    |
| parler        | eusse parlé | eusses parlé | eût parlé    | eussions parlé | eussiez parlé | eussent parlé |

### Conditionnel (feltételes mód)

#### Conditionnel présent (feltételes mód jelen idő)
A feltételes mód jelen idő használandó:
- feltételes összetett mondat főmondatában
- kívánság, tanács udvarias kifejezésére

Képzése: a jövő idő tövéhez járul az imparfait ragja.
| Főnévi igenév | Je        | Tu        | Il, Elle, On | Nous       | Vous      | Ils, Elles  |
| parler        | parlerais | parlerais | parlerait    | parlerions | parleriez | parleraient |

#### Conditionnel passé (feltételes mód múlt idő)
A feltételes mód múlt használata megegyezik a conditionnel présent használatával, ha a főmondat befejezettségét kívánjuk hangsúlyozni.
Formája: avoir vagy être conditionnel présent-ban és participe passé.
| Főnévi igenév | Je           | Tu           | Il, Elle, On | Nous          | Vous         | Ils, Elles     |
| parler        | aurais parlé | aurais parlé | aurait parlé | aurions parlé | auriez parlé | auraient parlé |

### Impératif (felszólító mód)

#### Impératif présent (felszólító mód jelen idő)
A felszólító mód jelen idő használandó egyes szám második vagy többes szám első és második személyű felszólítás esetén.
Alakja általában megegyezik a jelen idő azonos alakjaival. Az egyes szám második személyben a jelenben -es re végződő igék -e-re végződnek ebben az alakban.
| Főnévi igenév | Tu    | Nous    | Vous     |
| parler        | parle | parlons | parlez   |
| être          | sois  | soyons  | soyez    |
| avoir         | aie   | ayons   | ayez     |
| savoir        | sache | sachons | sachez   |
| vouloir       | veux  | voulons | veuillez |

#### Impératif passé (felszólító mód múlt idő)
A felszólító mód múlt idő használata megegyezik az impératif présent használatával, ha a felszólítás befejezettségét kívánjuk hangsúlyozni.
Formája: avoir vagy être impératif présent-ban és participe passé.
| Főnévi igenév | Tu        | Nous        | Vous       |
| parler        | aie parlé | ayons parlé | ayez parlé |

Passé récent (Közeli múlt idő)

Használata: A közelmúltban bekövetkezett történések kifejezésére szolgál. Ez a jelen időhöz legközelebbi múlt idő.
Képzése: A venir segédigét kell jelen időben ragozni, mögé kell tenni a de elöljárószót majd pedig a főige fönévi igenevét.
Példák: Je viens de manger. (Éppen most ettem.)
Tu viens d'apporter une nuvelle femme à la maison. (Éppen most hoztál egy új asszonyt a házhoz.)             
Le bus vient de partir. (Éppen most ment el a busz.)
Nous venons de quitter Paris, (Éppen most hagytuk el Párizst.)
Vous venez de sortir l'un de l'autre. (Éppen most kerültétek el egymást.)
Ils viennent de me voir. ((Ők) éppen most láttak (engem(et)) meg.)

Future proche (Közeli jövő idő)

Használata: A közeli jövendőben bekövetkező történések kifejezésére szolgál. Ez a jelen időhöz legközelebbi jövő idő.
Képzése: Az aller segédigét kell jelen időben ragozni és mögé kell tenni a fönévi igenevet.
Példák: Je vais prendre le téléphone. (Mindjárt fel fogom venni a telefont.)
Tu ne vas pas rire. (Mindjárt nem fogsz nevetni.)
Le bus va venir. (Mindjárt jönni fog a busz.)
Nous allons arriver á Paris. (Mindjárt meg fogunk érkezni Párizsba.)
Vous allez manquer le train. (Mindjárt le fogjátok késni a vonatot.)
Elles vont cherchez la chatte. (Mindjárt meg fogják keresni a (nőstény)macskát (a lányok)).
Je vais aller. (Mindjárt megyek.)

## Határozószavak (Les adverbes)
A határozószó általában változatlan alakú szó a mondatban, mely az ige, a melléknév vagy egy másik határozószó jelentését módosítja. Példák:
- Le professeur parle lentement. – A tanár lassan beszél. (az ige jelentését módosítja)
- Le professeur parle bien lentement. – A tanár nagyon lassan beszél. (egy határozószó jelentését módosítja)
- Il est très gentil. – Ő nagyon kedves. (egy melléknév jelentését módosítja)

A határozószók aszerint csoportosíthatók, hogy miknek a jelentését módosítják:
- Adverbes de manière (módhatározók): bien, mal, ensemble, constamment, convenablement, aisément, stb.
- Adverbes de temps (időhatározók): aujourd'hui, tôt, longtemps, quelquefois, souvent, toujours, stb.
- Adverbes de lieu (helyhatározók): devant, derrière, où, près, loin, dehors, ici, là, stb.
- Adverbes de quantité (mértékhatározók): beaucoup, trop, aussi, assez, tout, très, moins, stb.
- Adverbes d'affirmation et de doute : oui, si, naturellement, probablement, peut-être, stb.
- Adverbes de négation : non, ne...pas, ne...aucunement, ne...pas du tout, ne...jamais, stb.
- Adverbes d'interrogation : combien, comment, où, pourquoi, quand, stb.
- Locutions adverbiales (határozós szókapcsolatok): en attendant, petit à petit, de temps en temps, à la longue, à peu près, à propos, en même temps, quelque part, par hasard, bien sûr, tout de suite, sans doute, à moitié, stb.

### Határozószó képzése melléknévből
Határozószókat melléknevekből úgy képezhetünk, hogy a melléknév nőnemű alakjához a -ment képzőt tesszük, például:
heureux, heureuse (boldog) → heureusement (boldogan)
vif, vive (élénk) → vivement (élénken)
naturel, naturelle (természetes) → naturellement (természetesen)
A -ment képző néha egy módosult alakhoz kapcsolódik, így bizonyos esetekben a nőnem e végződése é-re változik:
profond, profonde → profondément
aveugle, aveugle → aveuglément
précis, précise → précisément
-é, -i, -u végű melléknevek esetében a -ment képző a hímnemű alakhoz kapcsolódik:
vrai → vraiment
aisé → aisément
résolu → résolument
Az -ant és -ent végű melléknevek -amment vagy -emment végződést kapnak (mindkét végződés ugyanúgy hangzik):
savant → savamment, prudent → prudemment
Néhány határozószó képzése rendhagyó:
bon, bonne → bien
mauvais, mauvaise → mal
gentil, gentille → gentiment

### A határozószó fokozása
A határozószókat a melléknevekhez hasonlóan fokozhatjuk:
- heureusement (boldogan) – plus heureusement (boldogabban) – le plus heureusement (a legboldogabban)
- heureusement – moins heureusement (kevésbé boldogan) – le moins heureusement (a legkevésbé boldogan)

Egyes határozószók fokozása rendhagyó:
- bien – mieux – le mieux
- mal – pis – le pis
- beaucoup – plus – le plus
- peu – moins – le moins

### A határozószó helye a mondatban
Amennyiben a határozószó egy melléknév vagy másik határozószó jelentését módosítja, megelőzi az adott szót:
Vous êtes mal habillée. (melléknév előtt)
Il va probablement mieux. (másik határozószó előtt)
Ha a határozószó egy egyszerű időben álló ige jelentését módosítja, akkor az ige után áll:
Je le crois généralement.
Parlez-moi franchement.
Il n'était jamais à l'heure.
Ha a határozószó összetett igeidőben álló ige jelentését módosítja, akkor állhat a segédige és a participe passé között és a participe passé után is, attól függően, hogy a határozószó rövid-e vagy hosszú. Rövid határozószók a segédige és a participe passé közé kerülnek, hosszú határozószók a participe passé után:
Vous avez mal jugé la situation.
J'ai presque fini.
Avez-vous déjà pris votre décision ?
Il vous a parlé gentiment.
Elle a agi généreusement.
Az idő- és helyhatározók a mondat elejére, mondat végére vagy a participe passé után is kerülhetnek:
Aujourd'hui, j'ai des courses à faire.
Je l'ai rencontré là-bas.
Je n'ai pas fait grand-chose hier.
Tu t'es levé tard ce matin.

## Nyelvtankönyvek
- Karakai Imre : Francia nyelvtan magyaroknak – 2008-as (6.) kiadása szabadon letölthető a http://frantan.elte.hu honlapról
- Michel Soignet – Szabó Anita : France-Euro-Express 1-4 (Tankönyv és Munkafüzet), Nemzeti Tankönyvkiadó

## Online tananyagok
- Accord (interaktív gyakorlatok)
- Franciaoktatas.hu (interaktív gyakorlatok)
- Le français avec André – Franciául Andrással (kétnyelvű magyarázatok és interaktív gyakorlatok)
- Wikitravel – francia nyelv kiejtése